# Campometra
Campometra là một chi bướm đêm thuộc họ Erebidae.